# Lars-Håkan Svensson
Lars-Håkan Svensson, född 20 september 1944, är en svensk poet, litteraturvetare, översättare och litteraturkritiker på Sydsvenskan.
Lars-Håkan Svensson har tidigare varit universitetslektor och docent i engelska med litteraturvetenskaplig inriktning vid Lunds universitet. År 2001 utnämndes han till professor i engelska vid Lunds universitet och 2002 blev han professor i språk och kultur vid Linköpings universitet (numera professor emeritus). Hans forskning rör främst engelskspråkig lyrik från renässansen och från den egna samtiden. Hans avhandling behandlar den engelske renässansskalden Samuel Daniels sonettcykel Delia.

## Utmärkelser, ledamotskap och priser
- Ledamot av Vetenskapssocieteten i Lund (LVSL, 1985)[1]
- 2012 – Stiftelsen Natur & Kulturs översättarpris
- 2016 – Tegnérpriset

### Översättningar (urval)
- John Matthias: Två dikter (Ellerström, 1989)
- Paul Muldoon: Att möta britterna (tillsammans med andra översättare) (Ellerström, 1991)
- Søren Ulrik Thomsen: Hemfallen (Ellerström, 1994)
- Euripides: Helena (Helene) (översatt tillsammans med Jan Stolpe) (Ellerström, 1996)
- Tomas Tranströmer och Robert Bly: Air mail: brev 1964-1990 (Bonnier, 2001)
- Sofokles: Antigone (Antigonē) (översatt tillsammans med Jan Stolpe) (Ellerström, 2003). Ny, rev upplaga 2013
- Aischylos: Den fjättrade Prometheus (Promētheus Desmōtēs) (översatt tillsammans med Jan Stolpe) (Ellerström, 2011)
- Paul Muldoon: En hare på Aldergrove (Ellerström, 2012)
- Sapfo och Alkaios: Eros skakar mig (översatt tillsammans med Jesper Svenbro) (Ellerström, 2013)
- Katherine Mansfield: Trädgårdsfesten och andra noveller (Ellerström, 2013)